# Magazzini Bonomi
O prédio dos Magazzini Bonomi é um edifício histórico em Milão na Itália.

## História
O edifício foi construído por Angelo Bonomi em 1906. Mais tarde, depois da Segunda Guerra Mundial, foi remodelado e incorporado a uma estrutura maior pelo arquiteto Giovanni Muzio entre 1952 e 1965.

## Descrição
A construção está localizada ao longo do Corso Vittorio Emanuele II no centro de Milão.